# Jarosław Botor
Jarosław Leszek Botor (ur. 1973) – polski wspinacz i ratownik medyczny HEMS, instruktor ratownictwa górskiego, fotograf i filmowiec wypraw, współzałożyciel Agencji Eventowej „More Than Explore”.

## Życiorys
Ukończył Śląski Uniwersytet Medyczny w Katowicach. Z zawodu ratownik medyczny Lotniczego Pogotowia Ratunkowego i ratownik GOPR, a także instruktor ratownictwa górskiego. Reprezentant Kadry Narodowej Polskiego Związku Alpinizmu oraz członek projektu Polski Himalaizm Zimowy. Uczestnik Zimowej Narodowej Wyprawy na K2 z 2018 roku.
W swojej karierze alpinisty wspiął się, między innymi, na Alpamayo, Ama Dablam, Artensoraju, 3x Aconcagua, Ojos del Salado, Denali (Mount McKinley), Mount Blanc, Monte Rosa, Matterhorn, Elbrus, Chimborazo, Cotopaxi. Zorganizował kilkanaście wypraw w Andy, Himalaje, Kaukaz i góry Alaski. Latem 2016 roku uczestniczył w polskiej wyprawie na K2 z Piotrem Tomalą, Pawłem Michalskim i Markiem Chmielarskim, która ostatecznie nie zdobyła szczytu.
27 stycznia 2018 roku był kierownikiem zespołu, w ramach działalności którego, wspólnie z Denisem Urubką, Adamem Bieleckim i Piotrem Tomalą, przerwali Narodową Zimową Wyprawę na K2 i wzięli udział w akcji ratowniczej na Nanga Parbat. Akcja ta została zorganizowana, by pomóc schodzącym ze szczytu Élisabeth Revol i Tomaszowi Mackiewiczowi. Bielecki i Urubko, wspinając się w godzinach nocnych, dotarli do Revol, którą udało się sprowadzić do obozu, a następnie z pomocą Botora i Tomali niżej do helikoptera (dojście do Mackiewicza, z uwagi na ekstremalne warunki pogodowe, nie było możliwe). Akcja ratunkowa odbiła się szerokim echem w polskich i zagranicznych mediach i została doceniona za bohaterstwo uczestników, m.in. Nagrodą Fair Play Polskiego Komitetu Olimpijskiego

## Wykaz przejść

### W ramach TOP 7
- luty 1998 – dwuosobowa wyprawa (z Michałem Grzybem) na najwyższy szczyt Ameryki Południowej Aconcaguę (6963 m n.p.m.) od strony zachodniej drogą przez Lodowiec Polaków, zakończona zdobyciem szczytu 17 lutego.
- czerwiec 1998 – dwuosobowa wyprawa (z Michałem Grzybem) na najwyższy szczyt Ameryki Północnej Mt. McKinley – (6194 m n.p.m.) drogą klasyczną West Batres, zakończona zdobyciem szczytu po 14 dniach akcji górskiej 26 czerwca.
- lipiec 1998 – czteroosobowa wyprawa na Mount Blanc (4807 m n.p.m.), zakończona zdobyciem szczytu po dwudniowym ataku 22 lipca, bez korzystania z kolejek.
- wrzesień 2001 – Kilimanjaro – jednoosobowa wyprawa drogą Maczama.

- sierpień 2002 – wyprawa na Elbrus zakończona wejściem na szczyt po pięciu dniach akcji górskiej.

Kolejne wyprawy (na Mount Everest, Mount Vinson i Carstensz) nie odbyły się z powodu wycofania się sponsorów.

### Inne
- 2005–2013 – wyjazdy sportowe w różne rejony skałkowe Europy, których celem było pokonywanie licznych dróg wspinaczkowych o trudnościach 6a–7b.
- październik 1999 – wyjazd na najwyższy szczyt Austrii Grossglockner (3790 m n.p.m.) zakończony sukcesem po jednodniowym ataku szczytowym.
- lipiec 2000 – czteroosobowy wyjazd mający na celu zdobycie dwóch czterotysięczników: Grandes Jorasses i Matterhornu. Z przyczyn pogodowych (duże opady śniegu powodujące latem zagrożenie lawinowe) plany zostały skorygowane na zdobycie drogą ścianową Dente Del Gigante (Ząb Giganta, 4013 m n.p.m.) w masywie Grand Jorasses zakończone powodzeniem.
- lipiec 2001 – wyjazd wspinaczkowy mający na celu zdobycie MATTERHORNU /Alpy Szwajcarskie/ od strony zachodniej tzw. Lwią Grania (z Sylwestrem Grubą). Po dotarciu do schronu Carell na wysokości 3800 m n.p.m. zakończono dalszą wspinaczkę z powodu długotrwałego załamania pogody.
- sierpień 2001 – wyjazd wspinaczkowy z Krzysztofem Gardyną w rejon Monte Rosy (Alpy Szwajcarskie). Celem wyjazdu było wejście na dwa najwyższe wierzchołki masywu: Norden i Duforspitze. 26 sierpnia po osiemnastogodzinnej akcji górskiej obydwa wierzchołki zostały zdobyte, a na Duforspitze wytyczono nową drogę na północnej ścianie.
- wrzesień 2001 – wyprawa na najwyższy szczyt Afryki – Kilimanjaro (5890 m n.p.m.). Wyjazd zakończony powodzeniem ciekawym wariantem drogi Maczama – to kolejny szczyt z cyklu TOP 7.
- sierpień 2002 – wyjazd na najwyższy szczyt Europy Elbrus w Górach Kaukazu. Po czterodniowej akcji górskiej szczyt został zdobyty i jest to czwarty z siedmiu najwyższych szczytów TOP
- grudzień 2002 – wyprawa wspinaczkowa do Ekwadoru. Celem było zdobycie dwóch szczytów Chimborazo (6300 m n.p.m.) – najwyższy szczyt Ekwadoru, oraz Cotopaxi (5987 m n.p.m.) jedna z najpiękniejszych Gór Ziemi. Wyjazd zakończony pełnym sukcesem – na Cotopaxi w ciągu dwóch dni wchodzą wszyscy uczestnicy wyjazdu (13 osób), a Chimborazo osiąga 9 osób.
- czerwiec 2003 – wyprawa na Alpamayo (5984 m n.p.m.) Po ataku szczytowym wycofanie z powodu słabej możliwości asekurowania się w terenie eksponowanym około 200 metrów spod szczytu.
- luty 2004 – wyprawa na najwyższy szczyt Ameryki Południowej Aconcaguę. Tym razem zdobycie góry zaplanowano od strony północno-wschodniej drogą normalną. Po 14-dniowej wspinaczce szczyt zdobywa 5 z ośmiu uczestników wyprawy.
- marzec 2004 – kolejna wyprawa do Ekwadoru, której celem jest zdobycie najwyższego czynnego wulkanu na Świecie Cotopaxi oraz wulkanu Ilinizas. W ciągu 14 dni zdobyto dwa szczyty.
- marzec 2005 – trzyosobowa wyprawa eksploracyjna w rejon Pustyni Atacamy. Podczas wyjazdu zdobyto drugą co do wysokości górę Ameryki Południowej Ojos de Salado (6888 m n.p.m.). Szczyt został zdobyty po 7-dniowej akcji górskiej. Było to 6 polskie wejście na ten szczyt.
- luty 2006 – po raz trzeci wyprawa na najwyższy szczyt Ameryki Południowej Aconcague (6963 m n.p.m.). W wyprawie bierze udział 17 osób (między innymi dziennikarka Martyna Wojciechowska, dla której był to wyjazd sprawdzający przed późniejszym skutecznym atakiem na najwyższą Górę Ziemi Mount Everest). Podczas 8-dniowej akcji górskiej na szczyt wchodzi 12 uczestników wyprawy.
- lipiec 2009 – wyprawa w Peruwiańskie Andy – Projekt „Najpiękniejsze szczyty Świata”. Celem wyprawy są dwa z nich – Artensoraju i Alpamayo. Podczas wyjazdu w dwuosobowym zespole z Kamilem Gabarskim zdobyto aklimatyzacyjnie Nevado Pisco (5750 m n.p.m.) oraz główny cel wyprawy Alpamayo (5947 m n.p.m.) diretissimą francuską na południowej ścianie.
- listopad 2011 – Projekt najpiękniejsze szczyty świata – dwuosobowa wyprawa (z Kamilem Gabarskim) w Himalaje w rejon Ama Dablam (6812 m n.p.m.). Po sześciodniowej akcji górskiej zdobyto szczyt solo południowo-wschodnią granią – od drugiego obozu non stop na szczyt i powrót do drugiego obozu.
- sierpień 2013 – Projekt „Najpiękniejsze szczyty Świata” – wspinaczka drogą Cassina na Piz Badile w zespole Jacek Czech, Adrian Koźbiał. Drogę pokonano w całości od lodowca zgodnie z przejściem pierwszych zdobywców w 8 godzin. Szczyt zdobyto całym zespołem, a powrót do obozu po 23 godzinach akcji górskiej.
- sierpień 2013 – Projekt „Najpiękniejsze szczyty Świata” – wyjazd na najwyższy szczyt Szwajcarii – Matterhorn 4478 m n.p.m. Górę zdobyto Z Arkadiuszem Białasem Granią Hornli w dwa dni.
- lipiec 2014 – Projekt „Najpiękniejsze szczyty Świata” – sześcioosobowa (Kamil Gabarski, Rafał Dec, Piotr Szostek, Jakub Munk i Tomasz Krawczyk) wyprawa w rejon Cordyliera Blanca (Andy Peruwiańskie). Cel to południowa ściana Artensoraju (6024 m n.p.m.) niezdobyta w 2009 roku. Wyjazd pod patronatem Naczelnika GOPR-u. Ze względu na niewystarczającą możliwość asekuracji w ścianie, po dwóch dniach wycofanie się spod ściany południowej i przenosiny do Doliny Santa Cruz celem zaatakowania szczytu od strony północnej. Po sześciodniowej akcji górskiej czteroosobowy zespół dociera do kluczowych trudności na 5800 m n.p.m. i zawraca ponownie z powodu niepewnej asekuracji w ścianie.
- lipiec 2015 – w ramach projektu „Najpiękniejsze szczyty świata” powrót na południową ścianę Artensoraju (6024 m n.p.m.) z Jackiem Czechem i Adamem Bieleckim – wierzchołek osiągnięty w pierwszym podejściu, po ośmiu godzinach wspinaczki. Po 23 godzinach powrót do obozu pierwszego
- 7 czerwca 2016 – uczestnik unifikacyjnej wyprawy na K2 PZA w ramach projektu Polskiego Himalaizmu Zimowego im. Artura Hajzera. W zespole Jerzy Natkański, Marek Chmielarski, Paweł Michalski, Piotr Tomala i Simone Laterra osiągnięto wysokość 7000 metrów. Wyprawa przerwana w wyniku złych warunków atmosferycznych 23 lipca – duże zagrożenie lawinowe powyżej obozu drugiego. Wyprawa miała na celu unifikację i zapoznanie Zespołu z drogą wejścia w trakcie planowanej Zimowej Wyprawy na K2.
- 2017/2018 – Uczestnik Zimowej Narodowej Wyprawy na K2 w Karakorum (8611 m n.p.m.).

## Odznaczenia
- Krzyż Kawalerski Orderu Odrodzenia Polski – 2019[12][13]
- Krzyż Kawalerski Legii Honorowej – Francja, 2019[14][15]